# Ergavia repleta
Ergavia repleta är en fjärilsart som beskrevs av Walker 1869. Ergavia repleta ingår i släktet Ergavia och familjen mätare. Inga underarter finns listade i Catalogue of Life.